# Restsee Tröbitz
Restsee Tröbitz este o arie protejată (sit de importanță comunitară — SCI) din Germania întinsă pe o suprafață de 37,31 ha, integral pe uscat.

## Localizare
Centrul sitului Restsee Tröbitz este situat la coordonatele 51°35′45″N 13°25′15″E / 51.5958°N 13.4208°E.

## Înființare
Situl Restsee Tröbitz a fost declarat sit de importanță comunitară în martie 2004 pentru a proteja 3 specii de animale.

## Biodiversitate
Situată în ecoregiunea continentală, aria protejată conține 1 habitat natural: Ape stătătoare oligotrofe până la mezotrofe, cu vegetație de Littorelletea uniflorae și/sau de Isoëto-Nanojuncetea.
La baza desemnării sitului se află mai multe specii protejate:
- mamifere (2): castor (Castor fiber), vidră de râu (Lutra lutra)
- nevertebrate (1): Graphoderus bilineatus

Pe lângă speciile protejate, pe teritoriul sitului au mai fost identificate 2 specii de plante.